# Pseudopoda lutea
Pseudopoda lutea är en spindelart som först beskrevs av Tamerlan Thorell 1895. Pseudopoda lutea ingår i släktet Pseudopoda och familjen jättekrabbspindlar.
Artens utbredningsområde är Myanmar. Inga underarter finns listade i Catalogue of Life.